# Pająki (serial kinowy)
Pająki cz. I i II (tytuł oryg. Die Spinnen, 1. Teil: Der Goldene See oraz Die Spinnen, 2. Teil: Das Brillantenschiff) – niedokończony, niemy, niemiecki serial kinowy (thriller) w reżyserii Fritza Langa z lat 1919 (część I, Złote jezioro) i 1920 (część II, Brylantowy statek). Część pierwsza była trzecim obrazem autora, przy czym dwa poprzednie zaginęły.

## Fabuła

### Część I
Kay Hoog znajduje wiadomość w butelce z mapą prowadzącą do inkaskiego skarbu, co owocuje wyjazdem do Peru w poszukiwaniu złota. Przedstawiciele tajnej organizacji "Pająki" pod wodzą Lio Sha kradną jednak mapę, ale Hoog odzyskuje ją już na terenie Peru, przy okazji ratując kapłankę Sun Nael, którą "Pająki" uwięziły. Hoog zakochuje się w Sun i jedzie z nią do San Francisco, ale śledzą ich "Pajaki", zabijając kapłankę, za co Hoog przysięga im zemstę.

### Część II
Hoog planuje zemstę i uzyskuje dostęp do tajnego miejsca spotkań "Pająków", którzy poszukują w tej części wielkiego diamentu, głowy Buddy, która według legendy daje swojemu właścicielowi panowanie nad całą Azją. Szlak poszukiwań prowadzi na Falklandy i do handlarza diamentami, Johna Terry'ego w Londynie. Dochodzi do dramatycznego spotkania między Hoog i Lio Sha w jaskini ze skarbami.

## Charakterystyka
Planowany serial nie został nigdy ukończony – zrealizowano tylko dwa pierwsze odcinki. Mimo skąpego materiału, według historyka kina, Lotte H. Eisner, zadziwia wielowątkowością, rozkwitem motywów pobocznych, mnogością zazębiających się z sobą przygód, które częściowo utrudniają zrozumienie akcji i orientowanie się w jej bieżącym przebiegu. Również treść napisów jest nie do końca w tym kontekście dla widza zrozumiała. Mimo mankamentów obraz jest dowodem mistrzostwa reżyserskiego młodego wówczas Langa i posiada już wszystkie cechy jego warsztatu. Sceny kręcone w jadącym pociągu, czy dynamiczne pogonie utrzymują widza w napięciu, są precyzyjne, logicznie skomponowane, epatują nieprzewidywalnością, a także znajomością zagadnień scenografii i oświetlenia. Do słabszych elementów serialu należy niezbyt jeszcze wyszukany komizm autora, sztuczna i upozorowana gra Ressel Orli, którą jednak równoważą w części znakomicie prezentujący się aktorzy drugiego planu. 
Część sytuacji komicznych nabiera charakteru fantastycznego (np. niski profesor, znawca pisma Inków, to w istocie aktorski protoplasta szalonego naukowca z Kobiety na księżycu). Niektóre sceny wiążą się z hipnozą, jak w późniejszym Doktorze Mabuse z 1922, natomiast postać fakira przypomina nieco sceny z Jogi wyreżyserowanej przez Paula Wegenera. Są też elementy, które zbliżają w niektórych ujęciach obraz do westernu. Moment napadu na bank, czy wtargnięcie złodziei do domu zwiastują natomiast formalnie zdjęcia do M – Morderca z 1931. Podziemne miasto Inków przywodzi na myśl szkic do katedry z Metropolis. 
Film odniósł sukces kasowy. 